# Гросмерінг
Гросмерінг (нім. Großmehring) — громада в Німеччині, розташована в землі Баварія. Підпорядковується адміністративному округу Верхня Баварія. Входить до складу району Айхштет.
Площа — 47,38 км2. Населення становить 7242 ос. (станом на 31 грудня 2020).